# Fredrikstad Fotballklubb
Fredrikstad Fotballklubb er en norsk fodboldklub fra Fredrikstad, der spiller i Eliteserien. Klubben har vundet det norske mesterskab 9 gange og den norske pokalturnering 11 gange, hvilket gør den til den næstmest succesrige efter Rosenborg BK.
Klubben trænes af Andres Hagen, men har tidligere været trænet af blandt andet Egil "Drillo" Olsen.

## Resultater
- Tippeligaen:
  - Vinder (9): 1937-38, 1938-39, 1948-49, 1950-51, 1951-52, 1953-54, 1956-57, 1959-60, 1960-61
  - Sølv (9):1949-50, 1954-55, 1955-56, 1958-59, 1964, 1966, 1969, 1972, 2008

- Norsk Pokalturnering:
  - Vinder (11): 1932, 1935, 1936, 1938, 1940, 1950, 1957, 1961, 1966, 1984, 2006, 2024
  - Sølv (7): 1945, 1946, 1948, 1954, 1963, 1969, 1971

## Danske spillere
- Bora Zivkovic (2004-2006)
- Sanel Kapidžić (2016-2017)
- Mads Nielsen (2018-2024)
- Jonathan Fisher (2024-
- Oskar Ohlenschalger (2025-
- Emil Holten (2025-

## Links/Henvisninger
- Fredrikstad FK's hjemmeside Arkiveret 25. juli 2025 hos  Wayback Machine